# Lilium paradoxum
Lilium paradoxum är en liljeväxtart som beskrevs av William Thomas Stearn. Lilium paradoxum ingår i släktet liljor, och familjen liljeväxter. Inga underarter finns listade.